# Liste der Truppenteile der Heeresflugabwehrtruppe des Heeres der Bundeswehr
Die Liste der Truppenteile der Heeresflugabwehrtruppe des Heeres der Bundeswehr enthält alle aufgelösten Bataillone, Verbände und Großverbände der Heeresflugabwehrtruppe der Bundeswehr sowie eine kurze Übersicht über ihren Aufstellungszeitpunkt, Stationierungsorte, Unterstellung und über ihre Auflösung oder Umbenennung.
Am 12. März 2012 wurde der letzte Flugabwehrverband des Heeres aufgelöst, nachdem dessen Aufgaben, die landgebundene Abwehr feindlicher Flugkörper im Nah- und Nächstbereich, im Jahr 2011 an die Luftwaffe übertragen worden war.
Ausdrücklich ausgenommen wurden Flugabwehrverbände der Luftwaffe.
Die letzten beiden "schweren" Waffensysteme der Heeresflugabwehr, die Waffensysteme FlaRakPz Roland und FlakPz Gepard, waren bereits ab Mitte der 2000er sukzessive außer Betrieb genommen worden.
Daneben wurden zuletzt noch in leichten Flugabwehrraketenbatterien als Fliegerfäuste die Systeme Stinger und Ozelot eingesetzt, wobei auch die von der NVA übernommenen Fliegerfäuste Strela und Igla teilweise noch verwendet worden sind.
Für die Luftraumüberwachung auf dem Gefechtsfeld wurden in den Flugabwehr-Aufklärungs-Einheiten das Luftraumüberwachungsgeräten (LÜR) und das Nahbereichsradargerät (NBR) genutzt.

## Einführung in die Nummerierungskonventionen
Von der Heeresstruktur II bis zur Heeresstruktur IV (etwa 1990) erfolgte die Nummerierung der Flugabwehrverbände des Heeres anhand einer stringenten Nummerierungskonvention. In dieser Zeit konnte man der Bezeichnung meist direkt die Unterstellung des Bataillons oder des Regiments entnehmen. Bei Unterstellungswechseln, Umgliederungen etc. wurde die Nummer bis auf Ausnahmefälle in der Regel jeweils konsequent angepasst. In dieser Zeit gilt umgekehrt aber auch, dass Verbände gleicher Nummer nicht immer in derselben Traditionslinie gesehen werden können. Nach 1990 und der Eingliederung von Teilen der aufgelösten Nationalen Volksarmee und den erheblichen Umgliederungen in den Jahren nach Ende des Kalten Krieges wurde diese Anpassung oft nicht mehr vorgenommen; die Verbände behielten aus Tradition oft ihre Bezeichnung. Ihre Unterstellung lässt sich damit aus ihrer Nummer meist nicht mehr ableiten. Gewisse Rückschlüsse ergeben sich aber in Bezug auf ihre Herkunft und Traditionslinie. Im Folgenden wird die Systematik geordnet nach Größenordnungen der Verbände vorgestellt. Die nachfolgenden Überlegungen zur Systematik der Bezeichnung sind aber auch für die Zeit vor 1990 stets nur als prinzipielles Konzept zu verstehen. Im Falle von Truppenversuchen, in der Aufstellungs- und Auflösungsphase etc. sind immer wieder Abweichungen von der Regel anzutreffen.

## Brigaden
Die Flugabwehrbrigade 100 war im Heer der Zukunft (2002–2007) eine von sechs Kampfunterstützungs- bzw. Logistikbrigaden des Heerestruppenkommandos und führte alle Einsatzkräfte der Flugabwehrtruppe des Heeres. Diese Brigade war die einzige Brigade der Heeresflugabwehrtruppe in der Geschichte des Heeres. Wie alle dieser entsprechenden Brigaden führte der Verband die 100 als Nummer.
|  | Bezeichnung | Aufstellung (aus) | Stabssitz                       | Verbleib       | Bemerkung |
|  | ----------- | ----------------- | ------------------------------- | -------------- | --- |
|  | FlaBrig 100 | 2002              | Rothwesten, Fritz-Erler-Kaserne | 2007 aufgelöst | unterstand Heerestruppenkommando, internes Verbandsabzeichen: FlaBrig 100 führte von 2002 bis 2007 alle Einsatzkräfte der Flugabwehrtruppe des Heeres. |

## Kommandos
Flugabwehrkommandos wurden bei den Korps aufgestellt. Der Flugabwehrkommandeur kommandierte unterstellte Truppenteile in Brigadestärke. Die Kommandos erhielten die Ziffern 1 bis 3 entsprechend der Unterstellung unter eines der Korps I, II oder III.
|  | Bezeichnung | Aufstellung (aus) | Stabssitz | Verbleib                     | Bemerkung  |
|  | ----------- | ----------------- | --------- | ---------------------------- | ---------- |
|  | FlaKdo 1    | 1. April 1961     | Münster   | 30. September 1993 aufgelöst | I. Korps   |
|  | FlaKdo 2    | 1. Juli 1960      | Ulm       | 31. März 1994 aufgelöst      | II. Korps  |
|  | FlaKdo 3    | 1. Juli 1960      | Koblenz   | 30. September 1993 aufgelöst | III. Korps |

## Regimenter

### Regimenter der Divisionen
Den Divisionen des Heeres wurden in der Endphase des Kalten Krieges (Heeresstruktur IV 1980–1990) Flugabwehrregimenter als Divisionstruppen direkt unterstellt. Entsprechend der Nummer der übergeordneten Division erhielten die Ziffern 1–12. In dieser Zählweise galt die 1. Gebirgsdivision als 8. Division des Heeres. Ein Flugabwehrregiment 9 (9. Division = 1. Luftlandedivision) wurde jedoch nicht aufgestellt.
Für den Einsatz war eine Unterstellung in die nachgeordneten Verbände geplant. Die Flugabwehrregimenter der Division wurden Abteilungsweise auf die unterstellten Kampftruppenbrigaden und diese Batterieweise auf die Kampftruppenbataillone aufgeteilt. Jeder sich in der Vorderen Verteidigungsraum (VRV) befindlichen Kampftruppenkompanie waren damit im Regelfall zwei Flugabwehrkanonenpanzer Gepard zugewiesen, die auf Zusammenarbeit angewiesen waren. Die Flugabwehrregimenter mit Flugabwehrkanonenpanzer Gepard waren in der Heeresstruktur IV folgendermaßen gegliedert:
- 1./ Stabsbatterie
- 2./ Panzerflugabwehrkanonenbatterie
- 3./ Panzerflugabwehrkanonenbatterie
- 4./ Panzerflugabwehrkanonenbatterie
- 5./ Panzerflugabwehrkanonenbatterie
- 6./ Panzerflugabwehrkanonenbatterie
- 7./ Panzerflugabwehrkanonenbatterie
- 8./ Versorgungsbatterie
- Flugabwehrkampfverband X1 unterstellt 3/- 5/- 7/- (X = Regimentsnummer)
- Flugabwehrkampfverband X2 unterstellt 2/- 4/- 6/-

Nach Eingliederung von Teilen der aufgelösten NVA wurde im Beitrittsgebiet zwei Divisionen neu aufgestellt. Die spätere 13. und 14. Panzergrenadierdivision, zunächst aufgestellt als fusionierte Division/Wehrbereichskommando (WBK) VII und Division/Wehrbereichskommando (WBK) VIII, sollten beide entsprechend den ersten zwölf Divisionen des Heeres Flugabwehrregimenter erhalten. Wie in dieser Aufstellungsphase üblich, erhielten die noch nicht der NATO assignierten Regimenter eine Nummer angelehnt an die Nummer ihres Wehrbereiches. Im Wehrbereich VII wurde das Flugabwehrregiment 70, im Wehrbereich VIII das Flugabwehrregiment 80 aufgestellt.
| [ 3 ] [ 4 ] | Erstbezeichnung                            | Erstaufstellung | Erster Stabssitz                                           | Letzte Bezeichnung                                                     | Umbenennung (aus)               | Letzter Stabssitz                                          | Auflösung                  | Bemerkung                                           |
| ----------- | ------------------------------------------ | --------------- | ---------------------------------------------------------- | ---------------------------------------------------------------------- | ------------------------------- | ---------------------------------------------------------- | -------------------------- | --------------------------------------------------- |
|             | Panzerflugabwehrartilleriebataillon 1      | 1956            | Hannover / Langenhagen                                     | Flugabwehrregiment 1                                                   | 1. Okt. 1977                    | Langenhagen, Boelcke-Kaserne                               | 1992                       |                                                     |
|             | Panzerflugabwehrartilleriebataillon 2      | 1. Jul. 1956    | Unna                                                       | Flugabwehrregiment 2                                                   |                                 | Kassel, Hindenburg-Kaserne                                 | 31. März 1994              | ab 25. September 1993 kein aktiver Truppenteil mehr |
|             |                                            |                 | Gemischtes Flugabwehrregiment 2                            | 26.05.1993                                                             | Rothwesten, Fritz-Erler-Kaserne | 2002                                                       | Nachfolgeeinheit FlaRgmt 2 |                                                     |
|             | Flugabwehrlehrbataillon 3                  | 1956            | Rendsburg                                                  | Flugabwehrregiment 3                                                   | 1. Okt. 1977                    | Hamburg-Fischbek, Röttiger-Kaserne                         | 30. Sept. 1993             |                                                     |
|             | Panzerflugabwehrartilleriebataillon 4      | 1. Juli 1956    | Amberg                                                     | Flugabwehrregiment 4                                                   | ?                               | Regensburg, Nibelungenkaserne                              | 30. Sept. 1992             |                                                     |
|             | Panzerflugabwehrartilleriebataillon 5      | 1. Aug. 1956    | Truppenübungsplatz Grafenwöhr                              | Flugabwehrregiment 5                                                   | ?                               | Lorch, Rheingau-Kaserne                                    | 31. März 1993              |                                                     |
|             | Panzerflugabwehrartilleriebataillon 3      | 1. Sep. 1959    | Lütjenburg, Schill-Kaserne                                 | Flugabwehrregiment 6                                                   | 1. Okt. 1977                    | Lütjenburg, Schill-Kaserne                                 | 12. Mai 2012               | [ 6 ] [ 7 ]                                         |
|             | Panzerflugabwehrartilleriebataillon 2      | 1. Okt. 1960    | Unna                                                       | Flugabwehrregiment 7 (Panzerflugabwehrraketenbataillon 7)              | 2002                            | Borken, Hendrik-de-Wynen-Kaserne                           | 31. März 2007              | [ 8 ]                                               |
|             | Gebirgsflugabwehrartilleriebataillon 8     | 1963            | Traunstein, Prinz-Eugen-Kaserne                            | Gebirgsflugabwehrregiment 8 (Gebirgspanzerflugabwehrkanonenregiment 8) | ?                               | Kirchham, Rottal-Kaserne                                   | 30. Juni 2003              |                                                     |
|             | Gebirgsflugabwehrartilleriebataillon 104   | 1. Nov. 1956    | Mittenwald                                                 | Flugabwehrregiment 10                                                  | ?                               | Sigmaringen/Stetten am kalten Markt                        | 30. Juni 1992              |                                                     |
|             | Panzerflugabwehrartilleriebataillon 3      | 1957            | Hamburg                                                    | Panzerflugabwehrregiment 11 (Panzerflugabwehrregiment 11)              | 1. Okt. 1977                    | Achim, Steuben-Kaserne                                     | 31. Dez. 2003              |                                                     |
|             | Luftlandeflugabwehrartilleriebataillon 106 | 1956            | Böblingen                                                  | Panzerflugabwehrregiment 12 (Panzerflugabwehrbataillon 12)             | ?                               | Hardheim, Carl-Schurz-Kaserne                              | 31. Dez. 2012              | 2010 umgegliedert in Sicherungsbataillon 12         |
|             | Fla Raketen Regiment 3 (NVA)               | ?               | Hohenmölsen, General-Heinrich-August-von-Helldorff-Kaserne | Flugabwehrregiment 70 / Panzerflugabwehrregiment 131                   | 1. Okt. 1991                    | Hohenmölsen, General-Heinrich-August-von-Helldorff-Kaserne | 16. Mai 2007               | Div/WBK VII                                         |
|             | Fla Raketen Regiment 5 (NVA)               | ?               | Basepohl, Mecklenburgische-Schweiz-Kaserne                 | Flugabwehrregiment 80 / Panzerflugabwehrregiment 14                    | 1. Okt. 1991                    | Basepohl, Mecklenburgische-Schweiz-Kaserne                 | 31. März 2003              | Div/WBK VIII                                        |

### Regimenter der Korps
Die Flugabwehrregimenter 100, 200, 300 und 600 unterstanden dem I. Korps, II. Korps, III. Korps sowie LANDJUT. Analog zur Nummerierung der Korpstruppen erhielten die Regimenter die Nummern 100, 200, 300 entsprechend der Nummer des Korps. Für das vierte Regiment wurde dagegen die für LANDJUT übliche 600-er Nummern vergeben.
|  | Bezeichnung                                                   | Aufstellung (aus)            | Stabssitz                                                                        | Auflösung                     | Bemerkung |
|  | ------------------------------------------------------------- | ---------------------------- | -------------------------------------------------------------------------------- | ----------------------------- | --------- |
|  | Flugabwehrregiment 100 / Panzerflugabwehrraketenbataillon 100 | 1. Apr. 1970 / 30. Sep. 1993 | Wuppertal, Ronsdorf, Diedenhofen-Kaserne (ab 1997 Generaloberst-Höppner-Kaserne) | 30. Sep. 1993 / 30. Sep. 2003 |           |
|  | Flugabwehrregiment 200                                        | 1. Juli 1960                 | München, Fürst-Wrede-Kaserne                                                     | 31. März 1994                 |           |
|  | Flugabwehrregiment 300                                        | 1. Juli 1960                 | Marburg, Tannenbergkaserne                                                       | 30. Sep. 1993                 |           |
|  | Flugabwehrregiment 600                                        | 1. Jul. 1978                 | Rendsburg, Rüdel-Kaserne (ab 8. Mai 2000 Feldwebel-Schmid-Kaserne)               | 30. Sep. 1993                 |           |

## Bataillone

### Nichtaktive Truppenteile
Nichtaktive Truppenteile bestanden personell noch bis 31. Dezember 2008 weiter, sie wurden nicht zeitgleich mit aktiven Truppenteilen aufgelöst oder umstrukturiert.
- Panzerflugabwehrkanonenbataillon 61 (na) (Lütjenburg, 1. Panzerdivision unterstellt)
- Panzerflugabwehrkanonenbataillon 121 (na) (Hardheim)
- Panzerflugabwehrkanonenbataillon 132 (na)
- Panzerflugabwehrkanonenbataillon 142 (na) (Basepohl/Neubrandenburg)
- Panzerflugabwehrraketenbataillon 71 (na)
- Panzerflugabwehrraketenbataillon 301 (na) (Rothwesten von 1997 bis 2008; Teileinheit: Gemischtes Flugabwehrregiment 2 (bis 2002) und danach FlaBrig 100)
- Panzerflugabwehrraketenbataillon 101 (na) (Wuppertal bis 2001, Borken bis 2006, Coesfeld bis 2008)

## Truppenschulen
|  | Bezeichnung                               | Aufstellung (aus) | Stabssitz                         | Auflösung     | Bemerkung                    |
|  | ----------------------------------------- | ----------------- | --------------------------------- | ------------- | ---------------------------- |
|  | Heeresflugabwehrschule                    | 1956              | Rendsburg                         | 2007          | 1957–1964 Teil der Luftwaffe |
|  | Ausbildungszentrum Heeresflugabwehrtruppe | 2007 (aus HFlaS)  | Rendsburg, seit März 2010 Munster | 12. März 2012 |                              |